# مينكا كيلي
مينكا كيلي (بالإنجليزية: Minka Dumont Dufay)‏ (ولدت في 24 يونيو 1980) هي ممثلة أميركية معروفة بأدوارها في ملائكة تشارلي، وأضواء ليلة الجمعة، والحجرة.

## حياتها
ولدت مينكا في لوس أنجلس كاليفورنيا، وهي الابنة الوحيدة لريك دوفاي عازف الإيتار السابق في فرقة أيروسميث، ومورين دومون كيلي (راقصة)، إرتحلت مينكا كثيرا مع والدتها قبل الإستقرار في شيكاغو في ذلك الوقت كانت كيلي تدرس في المدرسة. 
بعدما تخرجت مينكا من Vally high school في ألباكركي
نيو مكسيكو، عادت إلى لوس أنجلس كعارضة أزياء مبتدئة لكنها لم تفلح ثم عملت كموظفة إستقبال لدى طبيب جراح لتخضع بعدها لعميلة تكبير الصدر مقابل ساعات إضافية من العمل يوميا مما جعلها تترك العمل بعدها ثم عملت كتقني جراحي بعدها بأربع سنوات دخلت عالم التلفزيون بأدوار صغيرة سنة 2003 أدت دورا في فيلم قصير بعنوان Turbo-Charged Prelude.

## روابط خارجية
- مينكا كيلي على موقع IMDb (الإنجليزية)
- مينكا كيلي على موقع روتن توميتوز (الإنجليزية)
- مينكا كيلي على موقع ألو سيني (الفرنسية)
- مينكا كيلي على موقع أول موفي (الإنجليزية)
- مينكا كيلي على موقع بوكس أوفيس موجو (الإنجليزية)
- مينكا كيلي على موقع قاعدة بيانات الأفلام السويدية (السويدية)
- مينكا كيلي على موقع إن إن دي بي (الإنجليزية)
- مينكا كيلي على موقع قاعدة بيانات الفيلم (الإنجليزية)
- مينكا كيلي على موقع كينوبويسك (الروسية)